# Docu
Docu, conegut anteriorment com Hispavisión (1994-2001), Grandes Documentales Hispavisión (2001-2005) i Docu TVE (2005-2008), va ser un canal de Televisió Espanyola dedicat a documentals i altres programes sobre cultura.

## Antecedents
El primer esbós d'un canal d'aquestes característiques a Espanya es produeix el 10 d'agost de 1972, quan CTNE (actual Telefónica) i TVE (sota la direcció d'Adolfo Suárez) van signar un acord per a la creació de d'una operadora de televisió per cable Cablevisión (també anomenat a vegades com Tele Cable o Cable TVE), que tindria el tercer canal de TVE, la Cadena Documento.
Durant l'estiu de 1973 es va publicar una graella de programació en la qual es preveia que el canal comptaria amb l'emissió de cursos d'idiomes de francès i anglès, documentals, notícies i una franja matinal de dues hores amb la retransmissió de la Borsa. Finalment, el projecte de televisió per cable no es va concretar i, malgrat un nou intent de creació en 1976, van quedar en un projecte irrealitzat.

## Història
Al 1994, el Govern de la Generalitat Valenciana i TVE (presidida per Jordi García Candau) signen un conveni de participació que va permetre posar en marxa les emissions regulars del canal Hispavisión el 10 d'octubre de 1994. El canal, via satèl·lit, era dirigit especialment al públic llatinoamericà i va centrar inicialment la seva oferta en cinema i espectacles.
Amb el temps, la seva programació cultural va prendre rellevància, i al 2001 es va convertir en Grandes Documentals Hispavisión. D'aquesta forma es va consolidar l'oferta del canal, basada en documentals i altres programes divulgatius, tot mantenint un enfocament especial per al públic americà. A Espanya, el canal va poder veure's a través de Via Digital fins a l'extinció de la plataforma, perdurant només en algunes operadores de cable.
El 10 d'octubre de 2005, Grandes Documentales Hispavisión passa a ser Docu TVE. A part del canvi de nom, també suposa una remodelació en la graella del canal, oferint nous documentals i potenciant la producció pròpia. Docu TVE va passar, a més, a emetre per Digital+ i per Internet a través del programa de P2P Octoshape.
Finalment, estava previst que el canal formés part de l'oferta de canals TDT de TVE, però no es va poder incorporar al no haver-hi espai, quedant previst que amb la reassignació de canals un amb l'apagada analògica de 2010 s'hi pogués incorporar.
Docu TVE va ser substituït per Cultural·es, un canal cultural de TVE conjuntament amb el Ministeri de Cultura, produït a Sant Cugat. Docu TVE va desaparèixer a les 22.00 del 23 d'abril de 2009